# Higienópolis-Mackenzie
Higienópolis-Mackenzie è una stazione della linea 4 della metropolitana di San Paolo. Si trova sotto l'incrocio tra rua da Consolação e rua Piauí, nel quartiere di Consolação. In futuro sarà stazione interscambio con la costruenda linea 6-arancione.
I lavori di costruzione della stazione della linea 6 sono iniziati nell'aprile 2015, si sono interrotti nel 2016 e sono ripresi nel 2020, con consegna prevista per la prima metà del 2027.

## Storia
È stata inaugurata il 23 gennaio 2018. Quando l'integrazione tra le linee sarà completata, la stazione dovrebbe essere la più profonda dell'America Latina, con i suoi 69 metri di profondità, equivalenti a un edificio di quattordici piani.

## Interscambi
Nelle vicinanze della stazione effettuano fermata diverse linee di autobus urbani e interurbani.
- Fermata autobus

## Servizi
La stazione dispone di:
- Accessibilità per portatori di handicap
- Ascensori
- Scale mobili
- Biglietteria a sportello
- Biglietteria automatica